# Condado de Brown (Texas)
O Condado de Brown é um dos 254 condados do estado norte-americano do Texas. A sede do condado é Brownwood, e sua maior cidade é Brownwood.
O condado possui uma área de 2 478 km² (dos quais 34 km² estão cobertos por água), uma população de 37 674 habitantes, e uma densidade populacional de 15 hab/km² (segundo o censo nacional de 2000).
O condado foi criado em 1856.